# Alchemilla paeneglabra
Alchemilla paeneglabra är en rosväxtart som beskrevs av Sergei Vasilievich Juzepczuk. Alchemilla paeneglabra ingår i släktet daggkåpor, och familjen rosväxter. Inga underarter finns listade i Catalogue of Life.